# Trompa de vácuo

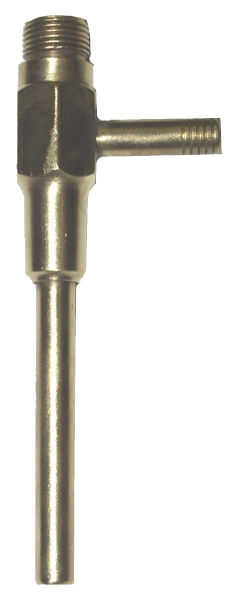
Trompa de vácuo

Trompa de vácuo é um aparato criado para produzir vácuo a partir do efeito Venturi. 
Neste aparato um fluido atravessa um tubo com um estreitamento. Este estreitamento leva ao aumento da velocidade do fluido e ao mesmo tempo, devido ao efeito de Venturi, a redução da pressão no mesmo. Neste ponto de menor pressão é obtido o vácuo. É popular em laboratórios de química e biologia por ser uma forma fácil e barata de se produzir vácuo.
Na posição em que se encontra a figura ao lado, podemo dizer que o fluido irá entrar pela parte superior (onde há a rosca maior) e sairá na parte inferior. Como resultado, o tubo lateral irá começar a "sugar". Se esse tubo lateral for conectado a um recipiente que seja fechado e que possua resistência superior a pressão exercida, pode-se concluir que haverá a produção de vácuo no interior do recipiente.